# 여미 (가면라이더)
여미 (Yummy, 일본어: ヤミー 야미[*])는 일본 토에이의 특촬 드라마 가면라이더 시리즈의 2010년 ~ 2011년 작품인 《가면라이더 OOO》에 등장하는 괴인 (怪人)이다. 여미는 그리드 (Greeed)들이 사람의 욕망을 이용하여 만들어 내는데, 강한 욕망을 가지고 있는 사람에게 그리드가 다가가면 생기는, 라이드 벤더의 "동전 투입구"와 똑같이 생긴 메달 투입 슬롯(일본어: メダル投入スロット 메다루 토뉴 스롯토[*])에 그리드가 "셀 메달" (일본어: セルメダル 셀 메달[*])을 투입함으로써 태어난다. 처음 태어난 여미들은 "백색 여미" (일본어: 白ヤミー 시로 야미[*])라 불리는 미라 형태의 모습으로 돌아다니지만, 여러 가지 방법으로 인간의 욕망을 셀 메달 형태로 몸 속에 모음으로써 동물의 모습을 한, 완전한 형태로 진화하게 된다. 백색 여미에서 진화한 여미들의 이름은 모습의 유래가 된 동물의 일본어 이름이 붙어 있다. 그리드들은 이 밖에 셀 메달을 조각내어 "찌꺼기 여미" (일본어: 屑ヤミー 쿠즈 여미[*])라는 전투원 형태의 여미들도 만들어내는데, 찌꺼기 여미는 진화하지 않는다.
여미도 타격을 입으면 피 대신 그리드들처럼 셀 메달을 흘리며, 폭사할 경우에는 몸 안에 있던 모든 셀 메달이 분출한다. 앙크에 따르면 여미는 욕망을 흡수함으로써 점점 더 강해지며, 강력한 여미일수록 더 많은 셀 메달을 가지고 있다. 따라서 그리드들이 자신의 활동력 유지를 위해 여미를 통해 셀 메달을 모으기도 하며, 코우가미 재단에서도 여미를 죽임으로써 셀 메달을 모아 각종 기술의 연구에 사용하고 있다.
"여미"라는 이름은 영단어 "Yummy"에서 유래했다.

## 여미 목록

### 카마키리
카마키리 여미(일본어: カマキリヤミー 카마키리 야미[*])는 우바가 보석 가게의 여성 (나츠노 마아야가 연기)에게 넣은 카마키리 셀 메달을 통해 태어난, 사마귀 형태의 여미이다. 보석 가게에 있는 보석들을 먹어치운 뒤 진화했다. 예리한 칼날을 무기로 사용하며, 셀 메달의 힘을 집약시켜 칼날 형태의 에너지를 적에게 발사해 벤다. 우바의 명령으로 곤충 코어 메달을 빼앗기 위하여 앙크를 습격하다가, 자신을 쫓아 온 두 형사를 공격한다. 그러자 앙크는 히노 에이지에게 가면라이더 OOO로 변신하게 하였으며, 결국 카마키리 여미는 가면라이더 OOO 타카키리바 콤보의 카마키리 소드에 죽음을 당했다.
카마키리 여미의 목소리는 마에노 토모아키(일본어: 前野 智昭)가 연기했다.

### 오토시부미
오토시부미 여미(일본어: オトシブミヤミー 오토시부미 야미[*])는 우바가 미술관 털이범 (이사 토타가 연기)에게 넣은 셀 메달을 통해 태어난, 거위벌레 형태의 여미이다. 백색 여미 상태로 은행을 습격하여 금고를 연 뒤 대량의 현금을 먹어치웠다. 그 후 은행 건물의 외벽을 먹어치우며 거대화하여 고층 건물을 공격한다. 그러나 코우가미 재단에서 라이드 벤더를 타고 온 고토 신타로가 준, 메다자리버를 사용한 가면라이더 OOO의 "OOO 배시"에 죽음을 당했다.

### 네코
네코 여미(일본어: ネコヤミー 네코 야미[*])는 카자리가 먹는 것에 중독된 후쿠지 몬타 (일본어: 腹時 門太, 후쿠자와 주분이 연기)에게 넣은 셀 메달을 통해 태어난, 고양이 형태의 여미이다. 몬타의 몸에 기생하여 몬타가 먹어치우는 음식들을 셀 메달로 바꾸어 끌어모아 성장했다. 에이지가 음식을 이용해 여미를 바깥으로 끌어내려 했으나 실패하였으며, 결국 완전체가 되었다. 두꺼운 지방으로 충격을 흡수하고, 체중을 이용한 공격 기술을 사용한다. 또한 셀 메달의 파워를 집약하여 에너지탄을 발사할 수도 있다. 가면라이더 OOO의 공격을 받아 타토바 킥에 죽음을 당하게 되었으나, 카자리의 도움으로 탈출하는 데 성공하여 숙주인 몬타를 흡수하여 강화했다. 그러나 가면라이더 OOO의 타카토라타의 발차기 공격으로 숙주가 빠져나온 뒤, 가면라이더 OOO의 OOO 배시에 죽음을 당했다.

### 피라냐
피라냐 여미(일본어: ピラニアヤミー 피라니아 야미[*])는 메즐이 이즈미 히나의 동급생으로 쇼핑에 중독되어 있었던 야마노 하루카 (일본어: 山野 遥, 츠루오카 모에키가 연기)에게 넣은 셀 메달을 통해 태어난 여미 무리이다. 다른 메즐의 여미들처럼 처음에는 알 상태로 숙주의 욕망을 모으고 있었다가, 한꺼번에 여러 개체가 태어나 가면라이더 OOO를 습격한 뒤, 결국 거대한 한 개체로 융합했다. 그러나 가면라이더 OOO 가타키리바 콤보의 가타키리바 킥에 죽음을 당했다. 그러나 14화에서 에이지와 앙크가 우바의 찌꺼기 여미를 상대하는 사이에 메즐이 사기꾼에게 셀 메달을 넣어 피라니아 여미를 만들었고, 피라니아 여미들은 그리드들에게 대량의 셀 메달을 제공했다.

### 바이슨
바이슨 여미(일본어: バイソンヤミー 바이손 야미[*])는 가멜이 코모리 타케시 (일본어: 小森 武, 시부카와 키요히코가 연기) 부부의 싸움 도중 코모리의 부인 모모코 (일본어: 小森 桃子, 안도 타마에가 연기)가 신발을 던지는 것을 보고 자신에게 넣은 셀 메달을 통해 태어난 여미이다. 손의 강력한 힘으로 땅을 울린 다음, 그 진동으로 붕 떠오른 물건을 사람들에게 던져 맞춘다. 그러다 가면라이더 OOO 라토라바의 라이온 헤드에서 나온 광선에 눈이 멀어 도망쳤다. 그 후 가면라이더 OOO에게 원한을 가지고 가면라이더 OOO를 습격하나, 라이온 헤드 때문에 다시 눈이 멀게 되었으며, 결국 가면라이더 OOO 라키리바에게 죽음을 당했다. 그러나 폭사와 함께 셀 메달은 1개밖에 나오지 않았다.

### 사메
사메 여미(일본어: サメヤミー)는 메즐이 코우가미 생체 연구소에서 일하면서 테러용 폭탄을 즐겨 만들던 타다노 토오루 (일본어: 只野 通, 사카모토 마코토가 연기)에게 넣은 셀 메달을 통해 태어난, 상어 형태의 여미이다. 여러 지형을 물 형태로 바꾸어 그 위에서 헤엄치는 능력을 가지고 있다. 또한 폭발성 물 덩어리를 토하기도 한다. 그러나 여미의 부모인 타다노는 놀이공원을 폭파하려다 에이지에게 들통나 경찰에게 붙잡히고 말았다. 9화에 등장한 개체는 가면라이더 OOO 라토라타 콤보에게 죽음을 당했으며, 10화에 등장한 개체들은 가면라이더 OOO 라토라타 콤보와 토라이드 벤더에게 죽음을 당했다.

### 아게하
아게하 여미(일본어: アゲハヤミー 아게하 야미[*])는 우바가 여행 블로거 츠쿠바 케이스케 (일본어: 筑波 敬介, 아베 신노스케가 연기)에게 넣은 셀 메달을 통해 태어난, 호랑나비 형태의 여미이다. 아게하 여미는 그의 명예욕을 충족시키기 위하여 유명인들의 문장력과 화술을 훔쳐 츠쿠바의 것으로 만들어주었다. 그러나 아게하 여미는 가면라이더 OOO 사고조 콤보의 사고조 임팩트 스캐닝 차지에 죽음을 당했다.
아게하 여미의 목소리는 호소야 요시마사(일본어: 細谷 佳正)

### 샴 네코
샴 네코 여미(일본어: シャムネコヤミー 샤무네코 야미[*])는 카자리가 한 외과의 여의사인 타무라 케이 (일본어: 田村 ケイ, 마츠나가 쿄코가 연기)에게 넣은 셀 메달을 통해 태어난, 샴고양이 형태의 여미이다. 타무라에게 기생하여 몰래 환자실에 들어가 여러 환자들을 수술시키는 식으로 타무라의 욕망을 셀 메달로 바꾸어 모아갔으나, 결국 에이지에게 들통나 가면라이더 OOO 사고조 콤보의 공격을 받게 되나, 쓰러져 있다가 갑자기 굴러 온 타무라와 합체하여 도주하였다. 그 후 숙주 타무라를 완전히 흡수했으나, 에이지가 가면라이더 OOO 타카토라타를 통해 타무라를 떼어냈으며, 결국 샴 네코 여미는 OOO 배시에 죽음을 당했다.
샴 네코 여미의 목소리는 요시오카 사쿠라(일본어: 吉岡 さくら)가 연기했다.

### 리쿠가메
리쿠가메 여미(일본어: リクガメヤミー 리쿠가메 야미[*])는 가멜이 카자리의 말을 듣고 가면라이더 OOO로부터 메즐을 지키기 위해 만들어 낸 땅거북 형태의 여미이다. 손발을 등껍질에 집어넣고 원반 형태로 비행하는 능력을 지니고 있다. 리쿠가메 여미는 이 능력을 이용해 가면라이더 OOO를 습격하나, 토라이드 벤더에 밀려 뒤집어진 후, 일어나지 못하다가 결국 OOO 배시에 죽음을 당했다.

### 카부토
카부토 여미(일본어: カブトヤミー 카부토 야미[*])는 우바가 검도생 시라토리 리에 (일본어: 白鳥 梨恵, 오카노 마야가 연기)에게 넣은 셀 메달을 통해 태어난, 투구벌레 형태의 여미이다. 강해지고 싶다는 시라토리의 욕망에 따라 도장의 여러 연습생과 사범을 쓰러뜨려 성체로 성장했다. 단단한 외골격을 가지고 있다. 가면라이더 OOO 타카고리바와의 싸움 도중 시라토리의 또 다른 욕망에서 태어난 쿠와가타 여미를 바깥으로 꺼냈다. 쿠와가타 여미와 함께 가면라이더 OOO와 앙크를 습격하지만, 결국 OOO의 타토바 킥, 가면라이더 버스의 셀 버스트에 죽음을 당했다.
카부토 여미의 목소리는 미야케 켄타(일본어: 三宅 健太)가 연기했다.

### 쿠와가타
쿠와가타 여미(일본어: クワガタヤミー)는 시라토리 리에의 또 다른 욕망을 통해 태어나, 카부토 여미의 몸에서 분리된 사슴벌레 형태의 여미이다. 리에의 사범의 결혼식장을 향해 가다가 리에, 다테 아키라, 에이지와 마주친다. 그 후 우바와 카부토 여미의 도움을 받지만, 가면라이더 OOO 타카우타의 공격을 받다가 가면라이더 버스의 브레스트 캐논에 죽음을 당했다.
쿠와가타 여미의 목소리는 히야마 노부유키(일본어: 檜山 修之)가 연기했다.

### 라이온쿠라게
라이온쿠라게 여미(일본어: ライオンクラゲヤミー 라이온쿠라게 야미[*])는 메즐의 코어 메달들을 흡수한 우바가, 자신의 부하 오쿠무라 야스지에게 배신을 당하고 야스지와 이즈미 신고 형사에게 복수심을 품고 있던 범죄자 야마가네 토이치 (일본어: 山金 トイチ, 츠치히라 돈페이가 연기)에게 넣은 셀 메달을 통해 태어난, 사자와 해파리의 모습이 섞여 있는 여미이다. 해파리 부위에서는 촉수를 이용하여 강력한 전기 공격을 할 수 있으며, 해파리 부위를 공격당하면 소형 해파리가 튀어나온다. 또한 입에서는 불을 내뿜는다. 20화에서 숙주를 흡수하여 완전체가 되지만, 결국 가면라이더 OOO 타자도르 콤보에게 죽음을 당했다.
라이온쿠라게 여미의 목소리는 야마가네 토이치를 연기했던 츠치하라 돈페이가 연기했다.

### 밧타
밧타 여미(일본어: バッタヤミー 밧타 야미[*])는 우바가 검사가 되려 하나 좌절하고 있었던 칸바야시 스스무 (일본어: 神林 進)에게 넣은 셀 메달을 통해 태어난, 메뚜기 형태의 여미이다. 칸바야시의 "정의를 지키고 싶다"는 욕망에 반응하여 폭주족과 부정 부패를 저지른 정치인 등을 습격한다. OOO와 버스의 습격을 받지만, 칸바야시 스스무와 칸바야시를 존경하던 그의 아들이 OOO 일행을 막아선 틈을 타 다른 곳으로 도주했다. 그러나 결국 밧타 여미는 가면라이더 OOO 타자도르 콤보의 기가 스캔에 죽음을 당했다.
밧타 여미의 목소리는 엔도 다이스케(일본어: 遠藤 大輔)가 연기했다.

### 에이
에이 여미(일본어: エイヤミー 에이 야미[*])는 카자리가 뷰티 살롱 "뷰티 마린 랩"(일본어: ビューティーマリンラボ 뷰티 마린 라보[*])의 연구주임 사쿠라 유미 (일본어: 佐倉 優美, 에레나 연기)에게 넣은 셀 메달을 통해 태어난, 가오리 형태의 여미이다. 사쿠라의 "동생 레이보다 더 아름다워지고 싶다"는 욕망에 반응하여, 알들에서 대량의 작은 에이 여미 (일본어: エイヤミー（小) 에이 야미 (코)[*])들이 나와 앙크와 가면라이더 OOO를 습격했다.

## 극장판

### 프테라노돈
두 마리의 프테라노돈 여미(일본어: プテラノドンヤミー 푸테라노돈 야미[*])는 《가면라이더 × 가면라이더 OOO & W feat.스컬: MOVIE 대전 CORE》에 등장하는 여미로, 길이 만들어낸 여미이다. 수컷 프테라노돈 여미는 과거의 가면라이더들의 기억을 모으라는 길의 명령을 받고 메모리 메모리(일본어: メモリーメモリ)를 빼앗기 위해 후토를 공격했다. 후토의 가면라이더들과 싸우면서 수컷 여미는 메모리 메모리를 사용하여 나루미 아키코를 나루미 소우키치가 가면라이더 스컬이 되었던 과거로 보낸다. 한편, 암컷 프테라노돈 여미는 아케치 요시노의 춤에 대한 욕망을 통해 태어나 가면라이더 OOO가 노부나가와 싸우는 틈을 타 나타났다.
수컷 프테라노돈 여미의 목소리는 시모야마 요시미츠(일본어: 下山 吉光)가, 암컷 프테라노돈 여미의 목소리는 미치조에 아미(일본어: 道添 愛美)가 연기했다.